# 古麓城
古麓城（ふるふもとじょう）は、熊本県八代市古麓町（旧 肥後国八代郡）にあった諸城の総称、近世に名付けられた城塞群。古麓町の東側の山中に7城（曲輪）が存在したと一般に言われている。
平成26年（2014年）に「八代城跡群（やつしろしろあとぐん）」の名称で、八代城、麦島城とともに国の史跡に指定された。

## 概要
南北朝時代において九州の南朝勢力の中心であった肥後でも、特に菊池城（菊池氏）、古麓城（名和氏）、鍋城（多良木氏/上相良氏）の三つは、斜陽の南朝勢力の拠り所となった重要な城塞であった。隈府が有名であるが、八代に征西府や御所が少なくとも数十年間にわたって置かれていたことは、地元でも余り知られていない。古麓の北東には良成親王が菊池武朝に築かせた中宮山悟真寺と懐良親王御陵があり、対岸の豊原上町には高田御所があったが、現在は石碑が残るのみである。
古麓は球磨川北側の河口近くに開けた町で、町の西縁と球磨川とには11-15メートルほど段差があり、川の流れも大きくカーブしている。町の北縁には春光川が東西方向に流れており、俯瞰すると背後の山と併せて三角形状の独立区画を成していることが分かり、自然地形の上から城を築くにふさわしい地形であったと言える。さらに名和氏の時代の主城という飯盛城については、北に「鰾（にべ）谷」があるのでこの三角形状は二重となり、自然地形が外郭をなしていることが分かる。
古麓城は、名和氏と相良氏によって、古麓の東側の山岳地帯、主に尾根沿いの山城として築かれた。七つの城塞は、名和氏時代の五つと、相良時代の二つに色分けできる。また中世期の名和氏の居館は御所のそばにあって麓の対岸であったが、戦国期の相良氏は麓に家臣団の屋敷や城下町を構えたので、城下町も発展していた。現在八代市の中心は江戸時代以後に干拓で広がった平野部に移っており、道路の拡張によってその面影はほとんど残っていないが、当時の古麓は、城下町の麓集落、妙見宮の門前町、大内氏の許可で日明貿易が行われていた国際貿易港徳淵津（とくぶちのつ、徳渕津）の港町を合わせ、人口5万人規模の南九州最大の都市として繁栄していた。古麓城はその交通の要衝を見下ろす位置にあり、八代荘を守る上で最も重要な要害であった。

## 歴史

### 南北朝動乱期
建武元年（1334年）、建武の新政の功臣である名和長年の子義高が肥後国八代荘の地頭に任命されたが、翌建武2年（1335年）に地頭代として八代に下向した一族の内河義真が、球磨川河口を南に望む山麓に城を築いたのが始まりである。中世においては築城者の名前をとって「内河の城」と称されており、後の麦島城や松江城は存在していなかったことから、近世以前には八代城と言えば古麓城のことをさした。

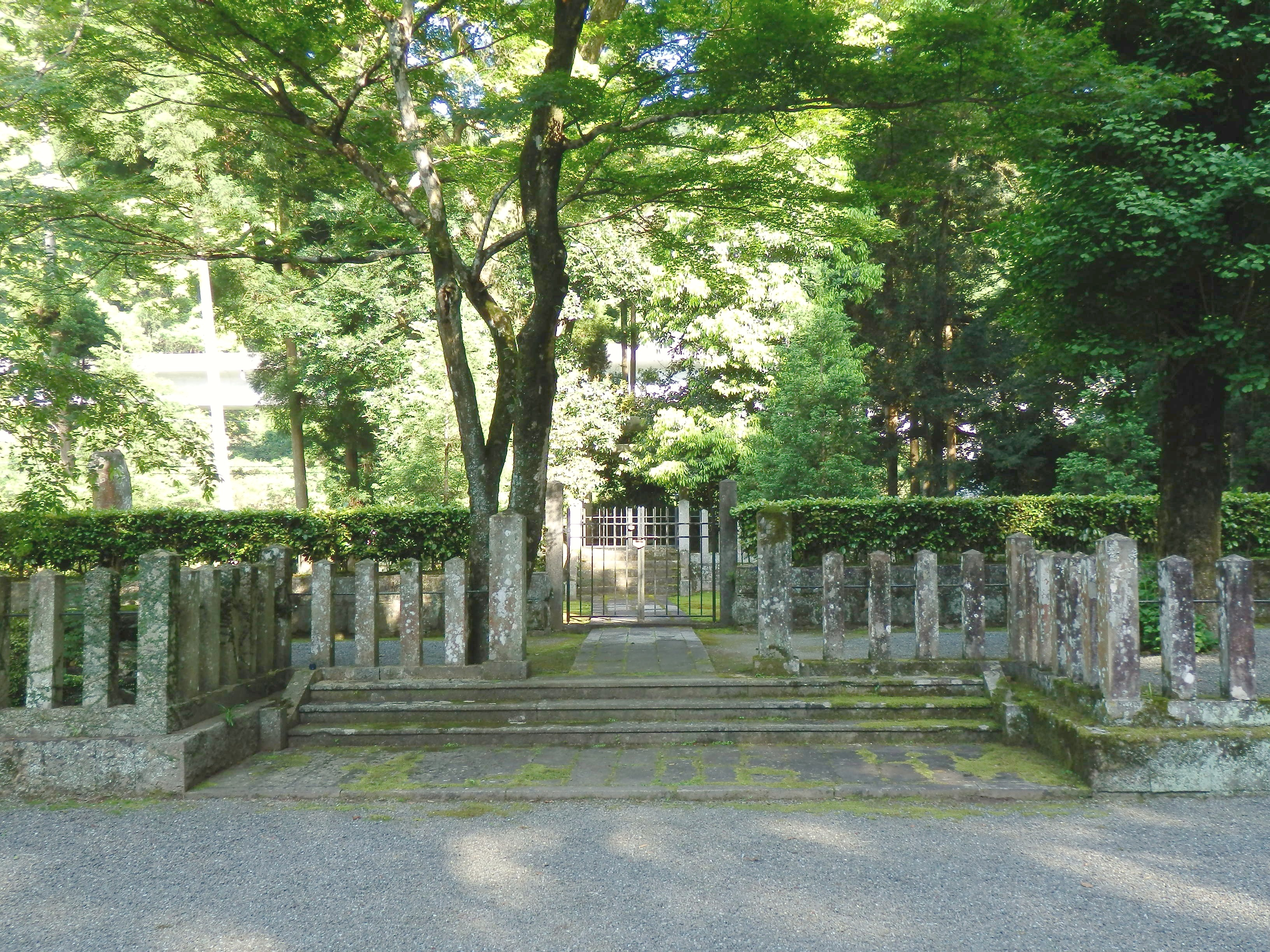
懐良親王墓（熊本県八代市）

延元元年/建武3年（1336年）、多々良浜の戦いに勝利して九州で再起した足利高氏は南朝の拠点である肥後国の諸城を攻めて、菊池城を落とし、次ぎに一色道猷をして古麓城（八代城）を囲ませた。義真は逃げ、古麓城には道猷・一色道長が城主として残された。しかし高氏が九州の軍勢と共に京に発つと、菊池武重は菊池城を奪還し、古麓城も攻略して一色氏は討ち死にした。延元2年/建武4年（1337年）、菊池武光に付き従われた懐良親王は、大将軍の地位を良成親王に譲り、征西府を隈府（菊池市）から八代に遷して、高田御所（こうだごしょ）を建てた。名和氏一族はこれを迎えて守護した。南北朝時代の八代近辺では、宇土を本拠とする名和氏が南朝側、人吉を本拠とする相良氏は北朝側で、両者はしばしば争っており、内河城を見張るための向城（むかいじろ）として西に萩原城が相良氏によって築城されたという記録がある。
観応の擾乱による北朝方の分裂があって、武光の時代に征西府は再び隈府に戻り、一時は太宰府の高良山に置かれ、南朝方には九州を席巻する勢いがあった。正平13年/延文3年（1358年）、本州での南朝方の形勢不利により、長年の孫名和顕興が八代に下向した。この顕興が居城としたのが「八丁嶽城」である。正平14年/延文4年（1359年）に筑後川の戦いで武光が少弐頼尚・大友氏時を破った後には九州の武士団は一時的ではあったが尽く南朝方になびき、北朝方には南九州（球磨・日向）の相良定頼など僅かな勢力が残っただけの時期があった。
ところが、九州探題今川了俊の登場でこれが一変した。了俊は次々と北朝方の勢力を回復し、永徳元年（1381年）に菊池氏の本拠地隈府城を再び陥れると、後征西将軍宮良成親王と菊池武朝は顕興を頼って八代に退いた。一転して八代を九州の南朝方の最後の拠点となるほどに追い詰められ、永徳3年/弘和3年（1383年）3月、（地元の伝承では八代で）懐良親王は崩御するが、突如として相良前頼が南朝側に味方したので、名和氏はなんとか持ち直して、今川氏の攻撃を度々はね除けた。しかし、元中8年/明徳2年（1391年）、了俊の子今川貞臣は宇土城を落とした余勢をかって、古麓城を包囲した。兵糧攻めにしつつ、杭瀬の顕興の居館を攻めて名和氏の郎党の多くを斬り、前頼の援軍が届かぬうちに飯盛城、丸山城、鞍掛城を落とし、詰城の八丁嶽城を包囲した。逃げ場を失った良成親王は講和して城から退去することに同意し、海路で筑後国八女郡に落ち延びたが、この時に顕興は幕府方に降って所領を安堵されている。
翌年、明徳の和約で他の地域では概ね南北朝の動乱は終わるが、九州では以後も戦乱が続いた。応永4年/元中14年（1397年）、武朝と顕興は、九州探題と反目する少弐貞頼と組んで後征西将軍宮を再興しようとするが、大内義弘、大友親世に古麓城を攻められ、顕興の兵は霧散し、叶わなかった。

### 戦国時代以後
戦国時代の初期、相良氏は球磨川の南の葦北方面に進出することはあっても八代を手に入れることはできず、庶流の上相良氏との内紛があって15世紀の前半にはやや退潮した。しかし同世紀の後半には、相良長続が多良木氏を滅ぼして球磨郡を初めて統一し、長禄3年（1460年）12月には今度は名和氏が内紛を起こし、家臣に殺害された義興の弟幸松丸（後の名和顕忠）は、家臣内河喜定に連れられて球磨郡の長続のもとに逃げ延び、その後援で古麓城に返り咲くということがあった。しかし顕忠は恩義に背いたことから、八代進出を目指す相良氏と名和氏との抗争が再燃する。
文明3年（1471年）、長続の子為続は顕忠の守る同城を攻めた。肥後守護である菊池氏の承認を得られないなど幾度かの失敗の後、文明16年（1484年）に城を落として八代を手中に収めた。顕忠は木原城に退き、しばらくは反撃の機会を伺っていたが、明応8年（1499年）、為続が球磨に帰還した隙に顕忠・重年親子は古麓城を奪回した。為続は翌年亡くなり、子の相良長毎が当主となったが、文亀元年（1501年）、2年と連続して古麓城を攻めたが落とせなかった。文亀3年（1503年）、長毎は菊池能運と阿蘇惟長の援兵を受けて古麓城を長期包囲し、翌永正元年（1504年）2月、顕忠はついに古麓城を明け渡し八代から退去した。以後（内紛があったものの）相良氏の支配は確立されていき古麓城を拠点として戦国大名へと成長するに至った。相良の二城のうち新城の築城時期の記録はないが、相良義滋が「鷹峯城（鷹峰城）」を築かせたのが天文3年（1534年）であることは史料から判明している。
ところが天正6年（1578年）、三州（薩摩・大隅・日向）を統一した戦国大名島津氏が北に勢力を拡大し、肥後への侵攻を開始した。島津義久、義弘、家久、新納忠元らが、連年、諸城を攻撃し、天正9年（1581年）に水俣城を包囲されて抗しきれなくなったことから、相良義陽は土地を明け渡して島津氏の軍門に降り、響野原の戦いで甲斐宗運に敗れて討ち死にした。以後、相良氏は島津氏に従属して、主城を人吉城に戻し、古麓城は島津方の手に渡ってその城代が入った。

天正15年（1587年）4月、豊臣秀吉の九州征伐を受けて敗走する島津勢の一派は古麓城で踏みとどまり、島津征久、新納忠元、伊集院忠棟らが籠城しようとした。しかし秀吉の大軍がこれを囲むと、夜陰に紛れて撤収した。代わって秀吉が古麓城に入城した。戦後、島津氏の肥後の所領は没収され、佐々成政に古麓城を含めた肥後国が与えられた。成政は隈本城（熊本城の前身）を本城として、古麓城には城代を派遣したのみであったが、肥後国人一揆の際には福島正則が在番した。成政は一揆を起こさせた責任を問われて切腹を命じられ、代わって小西行長が新たに南肥後を領するようになると、行長は宇土城に本拠を置きながらも、家臣小西行重に命じて水利のよい球磨川の三角州に麦島城を新たに築かせて、中世の山城である古麓城は廃城とした。

## 古麓城を構成する七城
名和氏の時代に飯盛城・丸山城・鞍掛城・勝尾城・八丁嶽城が築かれ、これを「古麓の五城」と呼んだ。相良氏の時代に新たに鷹峯城・新城が築かれ、合計七城となった。全て古麓山（八丁山）の尾根筋に点在していて、2つの堀切で隔たれる北の勝尾城と、球磨川に面した小高い山の上にある南の飯盛城、山深い最頂部にある八丁嶽城を結ぶ三角形が、おおよその古麓城の位置となる。ただし堀切などは天然の地形と見分けが難しいため、現在、城の遺構がよく確認できるのは新城のみとなっている。麓にある春光寺（松井氏菩提所）が下館（居館）の跡とも言うが、地名に名残がある程度で、詳しいことは分かっていない。寺の前の用水池は御堀の跡であるとされ、何重にもあった水堀はほとんど埋められてしまった。寺の前には戦後まで「犬の馬場跡」と呼ばれた広場があり、往事は犬追物が行われた。以下、七城を北から順に紹介する。

### 勝尾城
勝尾城（かちおじょう）は出城で、伝えの城（見張り所）であったという。春光川を見下ろす、北西に延びる尾根筋の先端が城跡であるというが、斜面があるだけで遺構などは全く残っていないため正確な位置は不明。伝承では砥石観音堂を登ったあたりであるという。

### 新城
新城は相良氏が築いた城で、為続の子長毎の居城として造られた新しい主城。標高180メートル地点、新城山（新山）の山頂部を五段に削って楕円形の平坦地とされている場所。七城で唯一、城跡が残っており、本丸、二の丸、三の丸の跡が見られるが、石垣は造らないタイプの曲輪で、周囲に空堀（切り落とし）がある。現在、遊歩道と公園になっていて看板がある。

### 丸山城
丸山城は「にべ谷」を挟んで南の飯盛城の対の城となっている。標高143メートル地点、古麓稲荷神社から南東に登った場所にある。若干土塁跡が残る。

### 鞍掛城
鞍掛城（くらかけじょう）は繋の城である。標高140メートル地点で、尾根沿いの登山道を北に行くと新城、西に行くと丸山城、南南東に行くと鷹峯城がある。山頂部を削って造った平坦地が城趾というが、遺構は特にない。

### 鷹峯城
鷹峯城/鷹峰城/鷹ヶ峰城（たかがみねじょう）は、長毎の子義滋が築かせた新しい詰城である。標高184メートルの地点、北斜面に築かれており、尾根沿いの登山道を北にいくと鞍掛城があるが、東側には25メートルほどの鞍部があって、自然の地形が堀切のようになって要害をなしている。
ただし、戦国時代に『八代日記』などに登場する「鷹峯城」と呼ばれた城に関しては、近年鶴嶋俊彦が古麓（八代）ではなく、名和氏との境目である現在の宇城市にあった城であるとする江戸時代の地誌以来の通説を否定する論文を出している。

### 飯盛城
飯盛城（いいもりじょう）は、名和氏の時代には主城だったと云い、（伝承によれば）内河義真が最初に築いたのはこの城であると云う。標高70メートルと最も低く、鉄道トンネルのある芭蕉谷を挟んだ峰を数段削って、本丸・二の丸・三の丸があったと云うが、堀切跡など現状では自然地形との判別が難しい。現在肥薩線が通っている川側に大手門の跡があるという。諸城のなかで最も西にあって球磨川にも近いが、北側に南南東から北西に走る「にべ谷」があり、飯盛山だけは別の支峰にあって、にべ谷の奥、背後の一番高い山が八丁山である。

### 八丁嶽城
八丁嶽城/八町嶽城（はっちょうだけじょう）は、標高376メートルの八丁山の頂にあったと推測されており、詰城であったと言うが、史料に名があるのみで遺構は何も発見されておらず、地名からの類推に過ぎない。この場所が城趾であったとすれば最頂部に位置する。ただし名和顕興の城を八丁山の麓と推定する説もあり、正確な位置については考古学的には断定されていない。

## 城主一覧
| 1. 内河義真（宗忠/右泰、義高の代官） 2. 一色道猷、一色道長 3. 名和顕長（義高の義子） 4. 懐良親王 5. 名和顕興（義高の養子、基長の実子） 6. 名和泰興（村上泰興、基長の子） 7. 名和顕真（村上顕真、泰興の子） 8. 名和教長（村上教長、顕真の子） | 1. 名和顕忠（村上顕忠、教長の子または異説では甥） 2. 相良為続 3. 名和顕忠 4. 名和重年（村上重年、顕忠の子） 5. 相良長毎 6. 相良長祗 7. 相良義滋 8. 相良晴広 | 1. 相良義陽 2. 新納忠元、伊集院忠棟（島津氏家臣） 3. 豊臣秀吉 4. 佐々成政 5. 福島正則 6. 廃城 |